# Ursydy
Ursydy (URS) – rój meteorów związany z kometą 8P/Tuttle, który możemy obserwować od 17 do 26 grudnia. Maksimum roju przypada na 22-23 grudnia. Obfitość roju wynosi około 10 zjawisk na godzinę a jego radiant znajduje się w gwiazdozbiorze Małej Niedźwiedzicy w pobliżu gwiazdy β UMi. Prędkość meteorów z roju wynosi 33 km/s.
O roju Ursydów dowiadujemy się po raz pierwszy ze średniowiecznych kronik chińskich. Wspominają też o nich XVIII-wieczne zapiski japońskie. Dziś wiemy już, że wysoka aktywność tego roju obserwowana na Dalekim Wschodzie związana była z przejściami przez peryhelium komety macierzystej tego roju - 8P/Tuttle. Ursydy nie były bierne także w XX wieku. W 1945 roku słowaccy obserwatorzy odnotowali wybuch aktywności tego roju z ZHR dochodzącym do 170. ZHRy rzędu kilkudziesięciu były także obserwowane w trakcie wybuchów w roku 1981 i 1986. Nieco podwyższoną aktywność o liczbach godzinnych około 30-35 zaobserwowano kilkakrotnie w latach: 1988, 1994, 2000, 2006, 2007, 2008 i 2009. W 2014 odnotowano wybuch z ZHR na poziomie 50.
Ursydy są bardzo dobrym rojem do obserwacji w Polsce. Ze względu na dużą deklinację radiant roju jest obiektem okołobiegunowym, a przez to dostępnym obserwacjom przez całą noc. Najniżej nad horyzontem (na wysokości 38 stopni) znajduje się on około godziny 19 UT. Najwyżej (na wysokości 66 stopni) o świcie.